# Губно-губные согласные

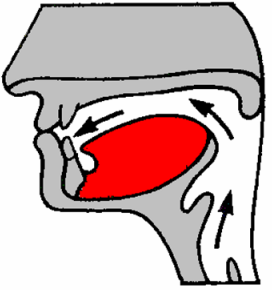
Образование губно-губных согласных (красным показан язык)

Гу́бно-губны́е согла́сные (билабиа́льные согла́сные) — согласные звуки, образуемые при активном участии и верхней, и нижней губ.
К ним, в частности, относятся взрывные [p], [b], встречающиеся во многих языках мира, включая и русский.
Губно-губные спиранты [ɸ], [β] встречаются несколько реже (в таких языках, как японский и испанский).
Среди редких губно-губных звуков — звонкий дрожащий [ʙ], который встречается, например, в австронезийском ниасском языке, а в русском языке — только в одном слове: команда лошади «тпру».
Полный список известных губно-губных согласных:
| МФА                          | Описание                                     | Примеры               | Примеры               | Примеры               | Примеры               |
| МФА                          | Описание                                     | Язык                  | Орфография            | МФА                   | Значение              |
| Губно-губные взрывные        | Губно-губные взрывные                        | Губно-губные взрывные | Губно-губные взрывные | Губно-губные взрывные | Губно-губные взрывные |
| ---------------------------- | -------------------------------------------- | --------------------- | --------------------- | --------------------- | --------------------- |
|                              | глухой губно-губной взрывной                 | русский               | пат                   | [pat]                 | пат                   |
|                              | звонкий губно-губной взрывной                | русский               | бак                   | [bak]                 | бак                   |
| pʼ                           | абруптивный губно-губной взрывной            | амхарский             |                       |                       |                       |
| ɓ                            | губно-губной имплозивный согласный           |                       |                       |                       |                       |
| Губно-губные аффрикаты       |                                              |                       |                       |                       |                       |
| p͡ɸ                           | глухая губно-губная аффриката                |                       |                       |                       |                       |
| b͡β                           | звонкая губно-губная аффриката               |                       |                       |                       |                       |
| Губно-зубно-губные аффрикаты |                                              |                       |                       |                       |                       |
| p͡f                           | глухая губно-зубная аффриката                | немецкий              |                       |                       |                       |
| b͡v                           | звонкая губно-зубная аффриката               |                       |                       |                       |                       |
| t̪͡ʙ̥                           | глухая губно-зубно-губная дрожащая аффриката |                       |                       |                       |                       |
| Губно-губные спиранты        |                                              |                       |                       |                       |                       |
|                              | глухой губно-губной спирант                  | японский              | 富士山 (fujisan)      | [ɸuʥisaɴ]             | гора Фудзи            |
|                              | звонкий губно-губной спирант                 | эве                   | ɛʋɛ                   | [ɛ̀βɛ̀]                 | Эве                   |
| Губно-губные сонанты         |                                              |                       |                       |                       |                       |
|                              | губно-губной носовой                         | русский               | мак                   | [mak]                 | мак                   |
|                              | губно-губной аппроксимант                    | испанский             | lobo                  | [loβ̞o]                | волк                  |
|                              | губно-губной дрожащий                        | ниасский              |                       | ʙ                     |                       |
|                              | лабиовелярный аппроксимант                   | английский            | witch                 | [wɪtʃ]                | ведьма                |
|                              | глухой лабиовелярный спирант                 | английский            | which                 | [ʍɪtʃ]1               | который               |
| Щёлкающие                    |                                              |                       |                       |                       |                       |
|                              | губно-губной щёлкающий согласный             | къхонг                |                       | ʘ                     |                       |

1В тех диалектах, где слова which и witch произносятся по-разному.
В диалекте овере языка игбо различаются шесть взрывных губно-губных фонем: [p pʰ ɓ̥ b b̤ ɓ].